# Лісостеп Загросу
Лісостеп Загросу (ідентифікатор WWF: PA0446) — палеарктичний екорегіон помірних широколистяних та мішаних лісів, розташований в Західній Азії.

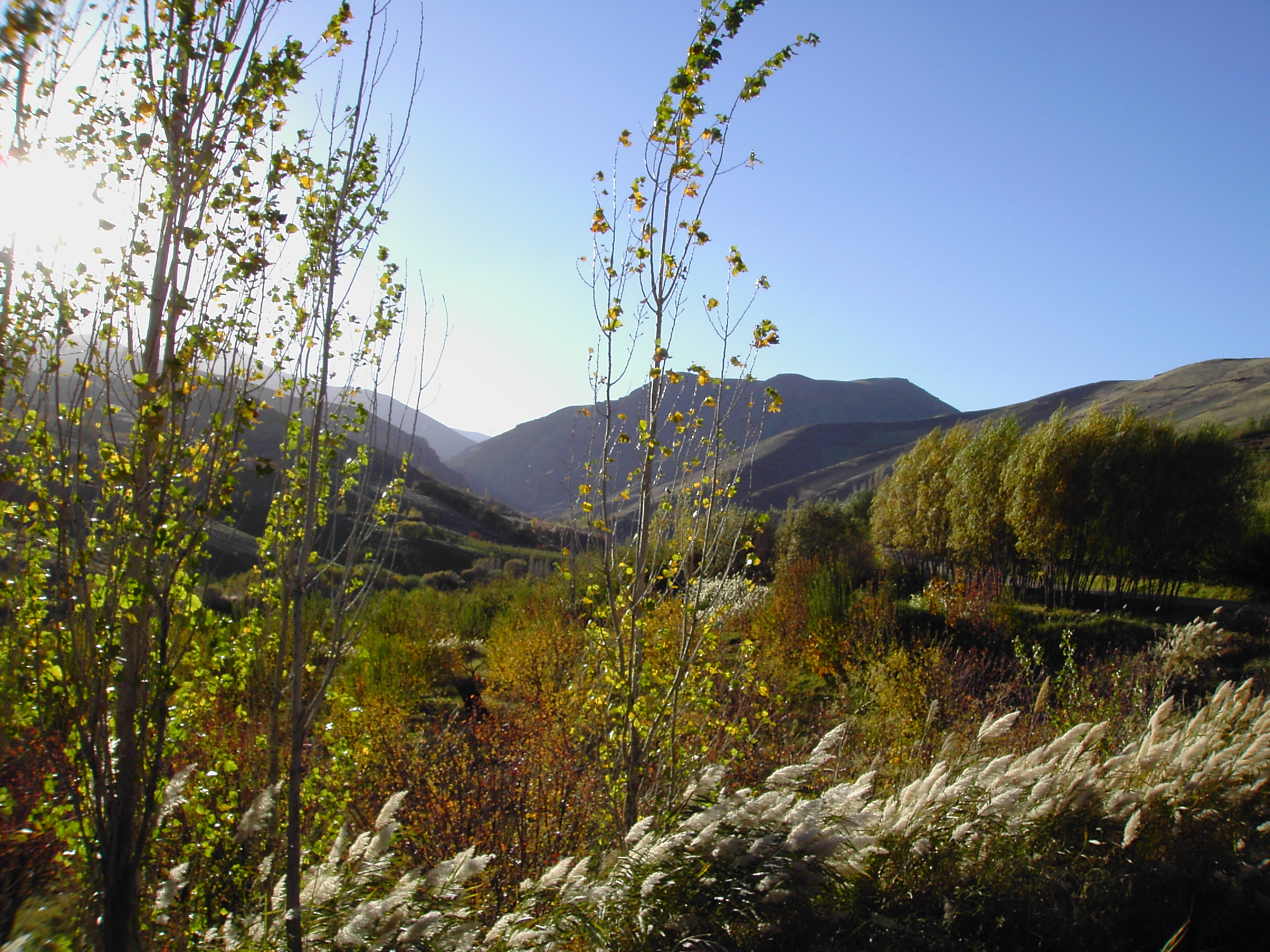
Ландшафт гір Загросу

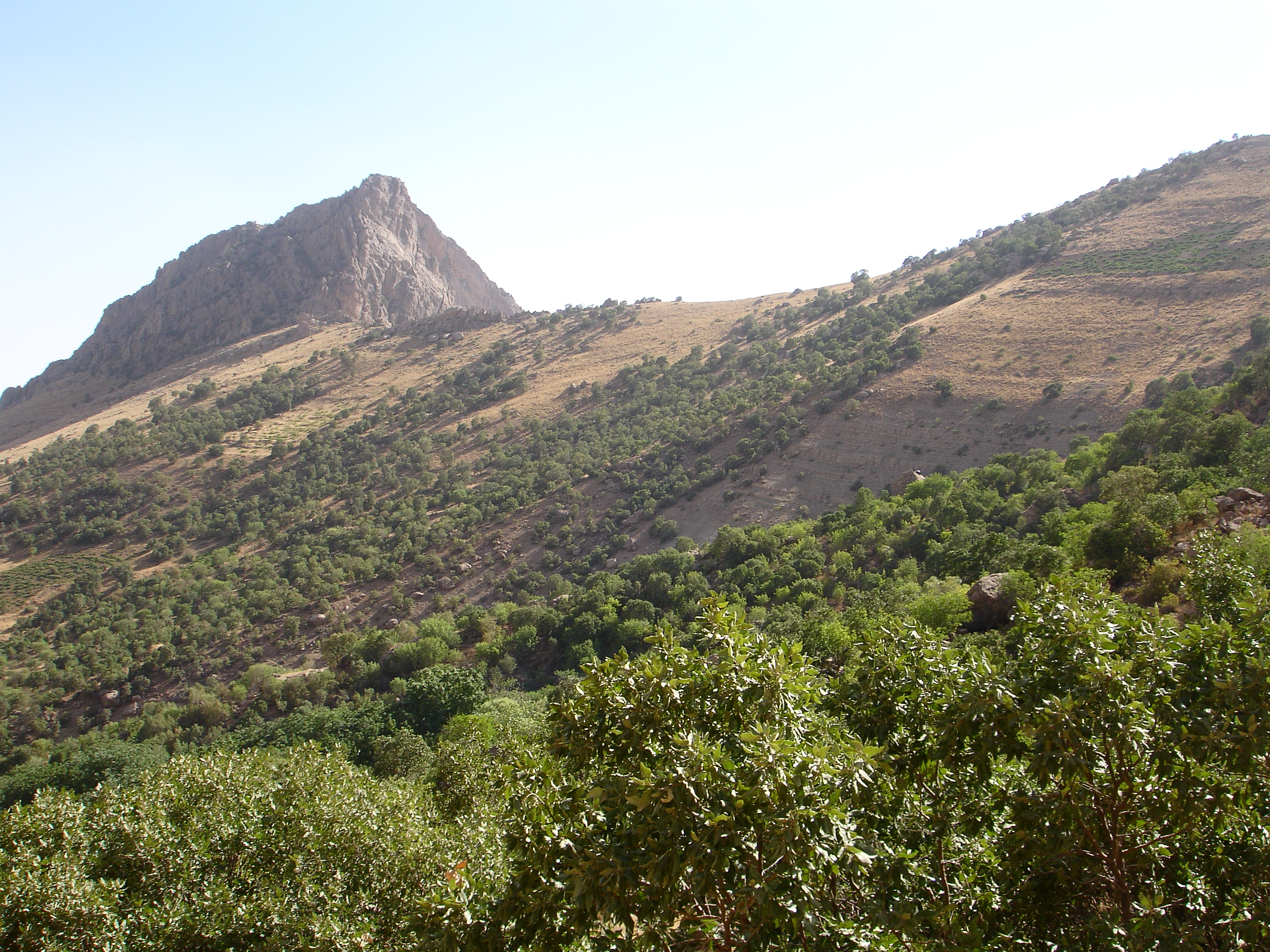
Ландшафт Іракського Курдистану

## Географія
Екорегіон загроського лісостепу розташований в горах Загрос, які тягнуться від південно-східної Туреччини і північно-східного Іраку на південний схід через більшу частину західного Ірану, досягаючи на півдні провінції Керман. Північно-східна і центральна частина екорегіону характеризуються високими горами, перерізаними глибокими річковими долинами. Визначними гірськими масивами цієї частини екорегіону є Кабір-Кух висотою 2790 м, Зард-Кух висотою 4221 м та Кух-е-Дінар висотою 4409 м. В горах Загросу беруть свій початок численні річки, що впадають в Перську затоку та Каспійське море. Серед них найбільш значними є річки Карун, Дез і Керхе. Південно-східна частина регіону характеризується більш низькими плоскогір'ями і плато, а також ізольованими гірськими масивами та великими рівнинами з численними солончаками. Кілька сезонних і постійних річок протікають в цій частині регіону, після чого впадають в Оманську затоку або озеро Джаз-Муріан.
Із заходу, півдня і сходу екорегіон оточений пустелями і напівпустелями. На заході і півдні розташовані сухі луки, чагарники і пустелі Месопотамії та Південного Ірану, а на сході — пустелі Іранського нагір'я. На північ від екорегіону розташоване Вірменське нагір'я та гори Ельбурс.

## Клімат
В межах екорегіону переважає помірний напівпосушливий клімат. Річна кількість опадів коливається від 400 до 800 мм, більшість з яких випадає взимку і навесні. Літо спекотне та сухе, а зима холодна. Взимку температури часто опускаються нижче -25 °C. У південній частині екорегіону середні температури вищі, а опадів випадає менше.

## Флора
Основними рослинними угрупованнями екорегіону є ліси або рідколісся, в яких переважають листопадні породи дерев, а в підліску яких ростуть степові чагарники і трави.
Загалом рослинний покрив регіону змінюється залежно від висоти над рівнем моря та залежно від переважаючих вітрів. У північній частині екорегіону на висоті понад 400-500 м над рівнем моря росте степ з розкиданими по ньому деревами. Основу степу складають різні види астрагалу (Astragalus spp.) та шавлії (Salvia spp.). На висоті від 700-800 до приблизно 1700 м над рівнем моря ростуть ліси та рідколісся, де переважають дуби Бранта  (Quercus brantii) та/або алепські дуби (Quercus infectoria ssp. boissieri). На висоті від 1900 до 2000 м над рівнем моря розташована верхня межа лісу, вище якої переважають субальпійські луки.
В південній частині екорегіону дерев загалом росте менше, ліси стають більш відкритими, а степові елементи в рослинності більш вираженими. Степ простягається на висоті до 1400 м над рівнем моря, а рідколісся — на висоті до 2400 м над рівнем моря. В рідколіссях південної частини екорегіону переважають дуби Бранта (Quercus brantii), глід (Crataegus spp.), звичайний мигдаль (Prunus amygdalus), каркаси (Celtis spp.), сирійські груші (Pyrus syriaca) та ендемічний різновид груш Pyrus glabra.
Незважаючи на те, що ліси Загросу значною мірою деградували через перевипас худоби та вирубку, вони є домом для багатої та складної флори. В горах все ще зустрічаються залишки колись широко поширених дібров, як і фісташково-мигдалеві зарості. Дикі предки багатьох важливих культурних рослин, таких як пшениця, ячмінь, сочевиця, мигдаль, волоський горіх, фісташка, абрикоса, слива, гранат і виноград, ростуть в загроських лісостепах. Гірський хребет Загросу формує коридор, яким на південь поширюються елементи північної флори. Саме з гір Загросу походять такі широко поширені в горах Східного Середземномор'я види, як ліванські дуби (Quercus libani) і алепські дуби (Quercus infectoria ssp. boissieri). Серед ендемічних видів рослин, поширених в регіоні, слід навести Allium iranicum, Bellevalia kurdistanica, Cousinia carduchorum, Cousinia odontolepis, Echinops rectangularis, Erysimum boissieri, Iris barnumiae, Ornithogalum iraqense, Scrophularia atroglandulosa, Campanula kurdistanica, Tragopogon rechingeri та Tulipa pulchella.

## Фауна
Екорегіон вирізняється значним фауністичним різноманіттям. Тут зустрічаються такі рідкісні види, як анатолійські леопарди (Panthera pardus tulliana), сирійські бурі ведмеді (Ursus arctos syriacus), муфлони (Ovis gmelini), звичайні козли (Capra aegagrus), азійські вовки (Canis lupus pallipes), смугасті гієни (Hyaena hyaena), афганські лисиці (Vulpes cana) та загроські красави (Calomyscus bailwardi). Крайній південний схід екорегіону охоплює крайній південний захід ареалу гімалайського ведмедя (Ursus thibetanus). Наприкінці XIX століття там же зустрічався азійський лев (Panthera leo persica), однак наразі він вимер. Месопотамська лань (Dama mesopotamica), яка тривалий час вважалася вимерлою, була відкрита в середині XX століття в горах провінції Хузестан. Серед інших видів, поширених в регіоні, слід навести звичайного шакала (Canis aureus), звичайну лисицю (Vulpes vulpes), кам'яну куницю (Martes foina), очеретяного кота (Felis chaus) і дику свиню (Sus scrofa). Також в екорегіоні мешкає рідкісний, ендемічний загроський тритон (Neurergus kaiseri).
На порослих лісом схилах регіону гніздяться малі підорлики (Aquila pomarina) та беркути (Aquila chrysaetos). В напівпосушливому степу зустрічаються кремовогорлі кеклики (Alectoris chukar), пустельні куріпки (Ammoperdix griseogularis), хохітви (Tetrax tetrax), східні джеки (Chlamydotis macqueenii), чорночереві рябки (Pterocles orientalis) та чорні грифи (Aegypius monachus).

## Збереження
Оцінка 2017 року показала, що 20 339 км², або 5 % екорегіону, є заповідними територіями. Природоохоронні території включають:
- Заповідна зона Аржан і Парішан[en] (597,8 км²)
- Національний парк Баму (486,8 км²)
- Національний парк Бахтеґан (2004 км²)
- Національний парк Колах-Газі[fa] (41,2 км²)
- Заповідна зона Біджар (316,1 км²)
- Заповідна зона Бахрамгур ( 4080 км²)
- Заповідна зона Керхе (140 км²)